# 董廷榮
董廷榮（?—?），奉天人，清朝政治人物。
康熙39年（1700年），擔任清朝遵义府婺川縣知縣。后由吳叔獻接任。